# Air Bagan
Air Bagan (бирм. အဲပုဂံ) — бывшая авиакомпания Мьянмы со штаб-квартирой в Янгоне. Air Bagan выполняла внутренние рейсы по Мьянме и международные рейсы в Таиланд. Основными хабами авиакомпании были аэропорты Янгона и Мандалая. Принадлежала компании Htoo Group of Companies.

## История
Авиакомпания была основана в июне 2004 года и начала свою деятельность 15 ноября 2004 года. Первый международный рейс был совершён 15 мая 2007 года по маршруту Янгон—Бангкок. Вторым международным рейсом авиакомпании стал рейс в Сингапур.
Air Bagan и её материнская компания Htoo Group of Companies участвовали в устранении последствий циклона Наргис.
В августе 2015 года Air Bagan объявила, что временно приостанавливает все полеты. Все рейсы выполнялись её партнёром по код-шерингу Asian Wings Airways, которая также принадлежит Htoo Trading Co. Ltd. Окончательно авиакомпания приостановила свою деятельность в августе 2018 года.

## Флот
| Изображение | Тип             | Количество | Бортовые номера             | Год ввода типа | Год вывода | Примечания |
| ----------- | --------------- | ---------- | --------------------------- | -------------- | ---------- | ---------- |
|             | Airbus A310-200 | 2          | XY-AGD XY-AGE               | 2006           | 2009       |            |
|             | ATR 42          | 3          | XY-AIB XY-AIC XY-AID        | 2004           | 2017       |            |
|             | ATR 72          | 4          | XY-AIA XY-AIE XY-AIH XY-AIK | 2005           | 2018       |            |
|             | Fokker 100      | 3          | TC-IED XY-AGC XY-AGF        | 2004           | 2012       |            |
| Источник:   |                 |            |                             |                |            |            |

## Авиационные происшествия и катастрофы
- 19 февраля 2008 года самолёт ATR 72 авиакомпании Air Bagan выкатился за пределы взлётно-посадочной полосы в аэропорту Путао[англ.]. 2 человека были ранены[10].
- 25 декабря 2012 года Fokker 100 авиакомпании Air Bagan совершил жёсткую посадку возле аэропорта Хайхо[англ.]. Погибли 2 человека[11][12].

- В июле 2015 года ATR 72 авиакомпании Air Bagan выкатился за пределы взлётно-посадочной полосы в аэропорту Янгона. Один человек получил незначительные травмы[13].